# Kids' Choice Awards Colombia 2016
I Kids' Choice Awards Colombia 2016 sono stati la terza edizione colombiana dei Nickelodeon Kids' Choice Awards. Si sono tenuti il 10 settembre 2016 al Palacio de los Deportes di Bogotà e sono stati presentati dall'attrice María Gabriela de Faría, dall'ex-calciatore Mario Ruiz e dallo youtuber Juan Pablo Jaramillo.
Durante la premiazione si sono esibiti i seguenti artisti musicali: Karol G, Alejandro González, Legarda, Fonseca, Joey Montana, Alkilados, Sebastián Yatra e María Gabriela de Faría.

## Vincitori e candidati
Le votazioni si sono tenute ufficialmente tra il 18 agosto e il 10 settembre (ore 15) del 2016. In grassetto sono evidenziati i vincitori per ciascuna categoria, a seguire i candidati.

### Attore preferito
- Ruggero Pasquarelli – Soy Luna
- Michael Ronda – Soy Luna
- Martin Barba – Io sono Franky
- Eduardo Pérez – Io sono Franky

### Attrice preferita
- María Gabriela de Faría – Io sono Franky
- Brenda Asnicar – Cumbia Ninja
- Karol Sevilla – Soy Luna
- Katja Martínez – Soy Luna

### Artista o gruppo internazionale preferito
- Ariana Grande
- One Direction
- Demi Lovato
- 5 Seconds of Summer

### Artista o gruppo colombiano preferito
- Maluma
- J Balvin
- Manuel Medrano
- Alkilados

### Canzone latina preferita
- Borro Cassette, cantata da J Balvin
- Ginza, cantata da J Balvin
- Bajo el Agua, cantata da Manuel Medrano
- La bicicleta, cantata da Carlos Vives e Shakira

### Sportivo dell'anno
- Mariana Pajón
- David Ospina
- Caterine Ibarguen
- Juan Guillermo Cuadrado

### Serie animata preferita
- SpongeBob
- Gravity Falls
- Regular Show
- Alvinnn!!! e i Chipmunks

### Programma televisivo preferito
- 'Io sono Franky
- Cumbia Ninja
- Hermanitas Calle
- Soy Luna

### Programma televisivo internazionale preferito
- Liv & Maddie
- Bella e i Bulldogs
- Henry Danger
- Il boss delle torte

### Cattivo preferito
- Valentina Zenere  – Soy Luna
- Danielle Arciniegas – Io sono Franky
- Eileen Roca
- Brian Moreno

### Reality show preferito
- La Voz Kids
- Minuto para ganar Kids
- A otro nivel
- Junior MasterChef

### Programma radiofonico preferito
- El Mañanero, in onda su La Mega
- La Papaya, in onda su Radio Oxígeno
- Trasnoshow, in onda su Radio Oxígeno
- El Morning

### Film preferito
- Zootropolis (Zootopia), regia di Byron Howard e Rich Moore
- Alvin Superstar - Nessuno ci può fermare (Alvin and the Chipmunks: The Road Chip), regia di Walt Becker
- Il libro della giungla (The Jungle Book), regia di Jon Favreau
- Captain America: Civil War, regia di Anthony e Joe Russo

### App preferita
- Adivina
- Biko
- El Hombre Extraño
- Flymily

### Sito web preferito
- Mundonick
- Maguré
- Música Libre
- Canal TR3CE

### Videogioco preferito
- Story Warriors: Fairy Tales
- Super Nitro Chimp
- Super 2020
- Space Over Lords

### Video virale
- Campaña contra el Cyberbullying, di Juan Pablo Jaramillo
- Confusión, di Miss Universo Colombiana
- Eh, Eh, Epa Colombia
- Campaña #Nomáspitillos, di Sebastián Villalobos

### Chico Trendy
- Juan Pablo Jaramillo
- J Balvin
- Maluma
- Pipe Bueno

### Chica Trendy
- Danielle Arciniegas
- Paulina Vega
- Paula Galindo
- Greeicy Rendón

### Premio Pro-Social
- Fonseca